# Kevin Greutert
Kevin Greutert (Pasadena, 31 marzo 1965) è un regista e montatore statunitense, principalmente conosciuto per il suo lavoro nella serie di film Saw.

## Biografia
Greutert ha lavorato per il montaggio di The Strangers (2008), Room 6 (2006) e Journey to the End of the Night (2006). Ha inoltre montato cinque film della serie Saw. Ha debuttato come regista con Saw VI, che è uscito il 23 ottobre 2009.
Greutert avrebbe dovuto dirigere anche Paranormal Activity 2, ma è stato costretto a rinunciare al progetto per Saw 3D - Il capitolo finale, dopo che la Twisted Pictures (la compagnia che ha prodotto tutti i film della serie Saw) ha fatto valere una clausola contrattuale del suo contratto. Tod Williams ha quindi preso il suo posto come regista di Paranormal Activity 2. Saw 3D è uscito il 29 ottobre 2010.

## Filmografia

### Regista
- Pilgrim's Regress - cortometraggio (2003)
- Old Friends - cortometraggio (2006)
- Saw VI (2009)
- Saw 3D - Il capitolo finale (Saw 3D) (2010)
- Oscure presenze (Jessabelle) (2014)
- Visions (2015)
- Jackals - La setta degli sciacalli (Jackals) (2017)
- Saw X (2023)

### Attore
- The Shot, regia di Dan Bell (1996)
- George re della giungla 2, regia di David Grossman (2003)

### Montatore
- The Shot, regia di Dan Bell (1996)
- Normal Joe, regia di Dan Bell (1998)
- Love for Love, regia di Bruce Coughran - cortometraggio (2001)
- A.W.O.L. Kisses, regia di Elizabeth Rowin - cortometraggio (2002)
- Pilgrim's Regress, regia di Kevin Greutert - cortometraggio (2003)
- Saw - L'enigmista (Saw), regia di James Wan (2004)
- Walk Into a Bar, regia di Jake Hoffman - cortometraggio (2004)
- Saw II - La soluzione dell'enigma (Saw II), regia di Darren Lynn Bousman (2005)
- Cry for Help, regia di Nicholas McCarthy - cortometraggio (2005)
- Journey to the End of the Night (2006)
- Room 6, regia di Michael Hurst (2006)
- Saw III - L'enigma senza fine (Saw III), regia di Darren Lynn Bousman (2006)
- The Thirst, regia di Jeremy Kasten (2006)
- Old Friends, regia di Kevin Greutert - cortometraggio (2006)
- Repo! The Genetic Opera, regia di Darren Lynn Bousman - cortometraggio (2006)
- Saw IV, regia di Darren Lynn Bousman (2007)
- The Strangers, regia di Bryan Bertino (2008)
- Saw V, regia di David Hackl (2008)
- Probation, regia di Randy Horton - cortometraggio (2008)
- The Collection, regia di Marcus Dunstan (2012)
- Oscure presenze (Jessabelle), regia di Kevin Greutert (2014)
- Visions, regia di Kevin Greutert (2015)
- Jackals - La setta degli sciacalli (Jackals), regia di Kevin Greutert (2017)
- Saw Legacy (Jigsaw), regia di Michael e Peter Spierig (2017)
- Painted Beauty, regia di Rob Prior (2021)
- Umma, regia di Iris K. Shim (2022)
- Divinity, regia di Eddie Alcazar (2023)
- Cobweb, regia di Samuel Bodin (2023)
- Saw X, regia di Kevin Greutert (2023)

### Produttore
- A.W.O.L. Kisses, regia di Elizabeth Rowin (2002)
- Pilgrim's Regress, regia di Kevin Greutert (2003)
- Old Friends, regia di Kevin Greutert (2006)
- Bottlenose, regia di Elizabeth Rowin (2013)
- Leatherface, regia di Alexandre Bustillo e Julien Maury (2017)
- Spiral - L'eredità di Saw, regia di Darren Lynn Bousman (2021)

### Sceneggiatore
- Pilgrim's Regress, regia di Kevin Greutert (2003)
- Maid, regia di Nicholas McCarthy e Sam Zuckerman (2004)
- Old Friends, regia di Kevin Greutert (2006)